# Protocronismo

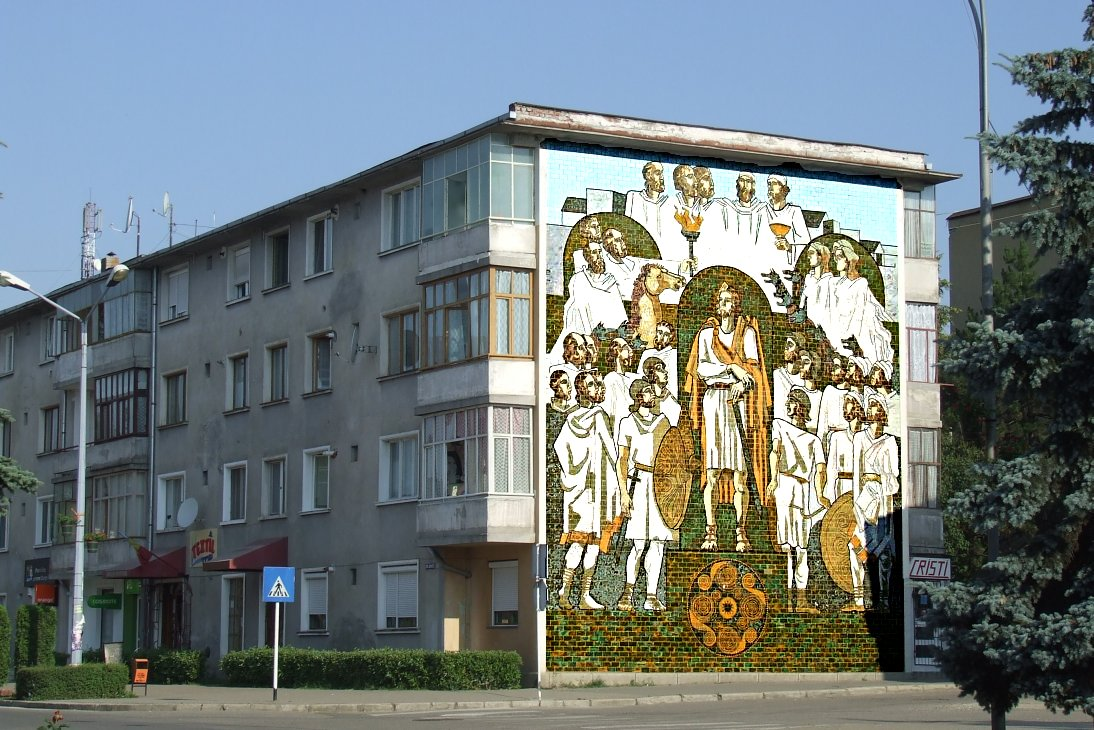
Un murale a tema dacico su un edificio della Repubblica Socialista di Romania a Orăștie

Il termine protocronismo (in rumeno protocronismul) designa la corrente della cultura rumena tendente a ingigantire, in gran parte basandosi su dati discutibili ed interpretazioni arbitrarie, le radici della Romania nell'antico popolo dei Daci, la cui epoca è rappresentata come un passato idealizzato del Paese. Sebbene fosse particolarmente diffuso durante il regime di Nicolae Ceaușescu, la sua origine negli studi rumeni risale al XIX secolo.
Il termine protocronismul, derivante dall'unione dei termini greci antichi πρῶτος (prõtos: "primo", "antico") e χρόνος (chronos: "tempo"), vorrebbe significare "primo nel tempo". Fa riferimento al preteso carattere pioneristico della cultura rumena, che in virtù del suo retaggio dacico avrebbe preceduto le altre culture nelle scoperte scientifiche e nelle innovazioni letterarie e artistiche.
Il fenomeno è anche etichettato in modo peggiorativo "Dacomania" o talvolta "Tracomania", mentre i suoi sostenitori preferiscono "Dacologia".
Durante il Medioevo, l'intero territorio della Romania a nord del Danubio (e non solo con l'eccezione della Transilvania dal tempo del regno medievale di Ungheria) faceva parte della Bulgaria. Per questo motivo, la storia rumena fa risalire la sua etnogenesi ai romani o ai daci.